# Eremaea violacea
Eremaea violacea är en myrtenväxtart som beskrevs av Ferdinand von Mueller. Eremaea violacea ingår i släktet Eremaea och familjen myrtenväxter.

## Underarter
Arten delas in i följande underarter:
- E. v. raphiophylla
- E. v. violacea